# Episodi di Jack Ryan (terza stagione)
La terza stagione della serie televisiva Jack Ryan, composta da 8 episodi, è stata interamente distribuita su Prime Video il 21 dicembre 2022, in tutti i paesi in cui il servizio è disponibile, compresa l'Italia.
| n° | Titolo originale    | Titolo italiano               | Pubblicazione    |
| -- | ------------------- | ----------------------------- | ---------------- |
| 1  | Falcon              | Progetto Sokol                | 21 dicembre 2022 |
| 2  | Old Haunts          | Mike November                 | 21 dicembre 2022 |
| 3  | Running With Wolves | A caccia di lupi              | 21 dicembre 2022 |
| 4  | Our Death's Keeper  | LA custode della nostra morte | 21 dicembre 2022 |
| 5  | Druz'ya I Vragi     | Il rapimento                  | 21 dicembre 2022 |
| 6  | Ghosts              | Fantasmi                      | 21 dicembre 2022 |
| 7  | Moscow Rules        | Alena vs Alexei               | 21 dicembre 2022 |
| 8  | Star on the Wall    | Sotto Attacco                 | 21 dicembre 2022 |

## Progetto Sokol
- Titolo originale: Falcon
- Diretto da: Jann Turner
- Scritto da: Vaun Wilmott

## Mike November
- Titolo originale: Old Haunts
- Diretto da: Jann Turner
- Scritto da: Amy Berg

## A caccia di lupi
- Titolo originale: Running With Wolves
- Diretto da: Jann Turner
- Scritto da: Amy Berg e Jennifer Kennedy

## La custode della nostra morte
- Titolo originale: Our Death's Keeper
- Diretto da: Jann Turner
- Scritto da: Dario Scardapane

## Il rapimento
- Titolo originale: Druz'ya I Vragi
- Diretto da: Kevin Dowling
- Scritto da: Amy Berg e Marc Halsey

## Fantasmi
- Titolo originale: Ghosts
- Diretto da: Kevin Dowling e David Petrarca
- Scritto da: Amy Berg

## Alena vs Alexei
- Titolo originale: Moscow Rules
- Diretto da: Kevin Dowling e David Petrarca
- Scritto da: Dario Scardapane

## Sotto Attacco
- Titolo originale: Star on the Wall
- Diretto da: Jann Turner
- Scritto da: Vaun Wilmott